# Neomantis hyalina
Neomantis hyalina är en bönsyrseart som beskrevs av Tindale 1924. Neomantis hyalina ingår i släktet Neomantis och familjen Iridopterygidae. Inga underarter finns listade i Catalogue of Life.